# Tragedia di Secondigliano
La tragedia di Secondigliano, nota meglio come la voragine di Secondigliano fu una gravissima sciagura avvenuta il 23 gennaio 1996 a Napoli, nel quartiere Secondigliano, dove persero la vita 11 persone.

## Antefatti
Da tempo il quadrivio di Secondigliano era interessato dai lavori di costruzione della galleria della Strada statale 87 NC da Miano ad Arzano. Otto in tutto gli operai che lavoravano dentro il tunnel per la ditta "Scarl Arzano".

## I fatti
Alle ore 16:23 del 23 gennaio del 1996 si verificò il crollo della volta della galleria sotterranea in costruzione sotto il quadrivio di Secondigliano. Questo crollo trascinò con sé tutto quello che si trovava al di sopra della volta, danneggiando tutti i sottoservizi e tranciando di netto le condotte del gas. Questo causò una violenta esplosione che aprì una voragine di 30 metri. 
Ad accertare queste dinamiche fu la magistratura. Il processo, che già in fase istruttoria escluse i sottoservizi del gas tra le possibili cause di quel disastro, si concluse nel giugno 2003 con la condanna di tre imputati, ritenuti responsabili della realizzazione di galleria, con una pena sospesa di un anno e cinque mesi di reclusione e un milione e ottocentomila lire di multa. 
La voragine, di inusitata larghezza, "inghiottì" il piazzale: l'incendio che aveva interessato la zona del quadrivio rese completamente impossibile l'arrivo dei soccorsi, che lo riuscirono a domare soltanto otto ore dopo, verso l'1:00 di notte del 24 gennaio. Al mattino i soccorritori dovettero scavare a lungo per cercare di mettere in salvo qualcuno ancora vivo sotto le macerie bruciate, ma non vi si trovò nessuno vivo.
Ci volle molto tempo per ricostruire l'intero quadrivio e per rimettere a posto i palazzi danneggiati, mentre invece, da allora, la realizzazione del tunnel dopo la tragedia si interruppe e, a tutt'oggi, non sono più ripresi i lavori.

## Vittime
Vi furono in tutto 11 vittime, 6 operai, 2 persone a bordo delle proprie automobili, e 3 nell'edificio crollato. Due operai riuscirono a mettersi in salvo, uscendo dal tunnel proprio poco prima dell'esplosione. Le vittime furono le seguenti:
- Michele Sparaco
- Alfonso Scala
- Mario De Girolamo
- Giuseppe Petrellese
- Gennaro De Luca
- Emilia Laudati
- Francesco Russo
- Pasquale Silvestro
- Ciro Vastarella
- Serena De Santis
- Stefania Bellone

I corpi recuperati furono 10, solo quello della Bellone non è mai più stato ritrovato.

## Commemorazione
Si è formata l'associazione "Familiari Vittime della Tragedia di Secondigliano", formata appunto dai familiari delle vittime della sciagura,  che ogni volta ribadiscono giustizia per le vittime, essendoci stati solo 20 arresti e 3 condanne.
Ogni anno, il 23 gennaio alle 16:20, ora della sciagura, vi era una fiaccolata in memoria della disgrazia sebbene col tempo, quel luogo è rimasto nell'incuria e nell'indifferenza, come sottolineato da Sandro Russo, figlio di una delle vittime, Francesco Russo, e presidente dell'associazione "Familiari Vittime della Tragedia di Secondigliano", che il 23 gennaio 2024 si è incatenato all'ingresso della cappella commemorativa in segno di protesta. 

## Nei media

### Musica
- A Nu Passo D'A Città di Nino D'Angelo (1997)
- 23 gennaio 1996 ('O Fuosso) dei A67 (2007) [3]
- California Milk Bar di Dj Cioppi (2022)[4]

### Libri
- Eleonora Puntillo, Le catastrofi innaturali, Napoli, Tullio Pironti editore, 2001.
- Luca Rossomando, La voragine, Roma, Editori Riuniti, 2002.[5]
- Gennaro Marco Duello e Gianluca Albrizio, California Milk Bar. La voragine di Secondigliano, Napoli, Rogiosi Editore, 2023.[6]